# Mancopsetta maculata
Mancopsetta maculata är en fiskart som först beskrevs av Günther, 1880.  Mancopsetta maculata ingår i släktet Mancopsetta och familjen Achiropsettidae.
Arten lever vid kanten av Antarktiska oceanen och den hittades vid öar som Falklandsöarna, Crozetöarna, Kerguelen, Heard- och McDonaldöarna, Sydgeorgien samt Sydsandwichöarna. Fisken hittas vanligen på ett djup av 100 till 1100 meter. Ungar lever vanligen i nära vattenytan tills de är 10 cm långa. Efter ett till två år är de 15 cm långa. Mancopsetta maculata blir vanligen 35 cm lång och ibland upp till 50 cm lång. Äggen läggs vanligen vid början av våren. Vuxna exemplar har små fiskar och blötdjur som föda.
För beståndet är inga hot kända. Hela populationen bedöms som stor. IUCN listar arten som livskraftig (LC).

## Underarter
Arten delas in i följande underarter:
- M. m. maculata
- M. m. antarctica